# Rūta Bilkštytė
Rūta Bilkštytė (* 16. April 1961 in Joniškis) ist eine litauische Steuerberaterin und Politikerin, Vizeministerin, stellvertretende Finanzministerin Litauens.

## Leben
Nach dem Abitur 1979 an der Mittelschule  absolvierte Rūta Bilkštytė von 1979 bis 1984 das Diplomstudium der Wirtschaftswissenschaft als Ökonomin an der Vilniaus universitetas in  der litauischen Hauptstadt Vilnius.
Von 1990 bis 2000 arbeitete sie beim Finanzamt Litauens und war Leiterin der Abteilung Wirtschaftsprüfung. Von 2000 bis 2008 war sie Leiterin der Steuerabteilung des internationalen Wirtschaftsprüfungs- und Beratungsunternehmens Deloitte in Vilnius.   Von 2016 bis 2020 leitete sie als Präsidentin den Verband der litauischen Steuerberater und von 2008 bis 2020 betrieb sie eine freiberufliche Steuerberatungspraxis.
Von Dezember 2020 bis Dezember 2024 war Rūta Bilkštytė Stellvertreterin der Finanzministerin Gintarė Skaistė im Kabinett Šimonytė, geleitet von Ingrida Šimonytė.
Sie ist Mitglied des Internationalen Rotary Clubs Vilnius; ehemalige Präsidentin (2019–2020).